# Zapadnoskandinavski jezici
Zapadnoskandinavski jezici, skupina od nekada (5), danas (2) priznata sjevernogermanska jezika kojim govori nekoliko naroda u Norveškoj, Švedskoj i Islandu. Neki od od jezika su nestali, to su norn [nrn] kojim su govorili stanovnici otočja Shetland i Orkney.  Članovi ove skupine jezika su: ferski ili ferojski [fao] kojim se služe Ferojci; islandski jezik [isl] Islanđana; jamtska ili jamska (jamtlandski) koji se govori u Jämtlandu, a izgubio je status jezika; Nynorsk; norn (†; otoci Shetland i Orkney).

## Vanjske poveznice
- Ethnologue (14th)
- Ethnologue (15th)